# Tun Muhammad di Pahang
Sri Paduka Tun Muhammad bin Dato' Bendahara Paduka Raja Tun 'Abdu'l Majid (... – Tioman, 1803) è stato il 20° bendahara (gran visir) del sultanato di Johor e secondo raja bendahara di Pahang, regione del sultanato di cui fu de facto signore a causa del declino dello Stato centrale cominciato alla fine del XVIII secolo, dal 1802 al 1803.

## Biografia
Tun Muhammad era il secondo figlio del bendahara Tun Abdul Majid.
Durante il regno del padre risiedeva a Chenor. Quando gli giunse la notizia dell'omicidio di suo fratello, Tun Abdul Mutalib, Muhammad si affrettò a raggiungere Pekan con le sue truppe. Giunto in città scoprì che l'assassino, il temenggong Abdul Jamal era già partito per Riau. Nonostante il tentativo del padre di trattenerlo, decise di seguire l'assassino. Al suo arrivo a Riau scoprì che il demente Abdul Jamal era già morto suicida.
Tun Muhammad decise di prendere residenza a Riau e quando suo padre morì nel 1802, il sultano lo nominò nuovo bendahara. Il nuovo ministro salpò poi per Pahang nel 1803. Mentre stava attraversando il braccio di mare tra l'isola di Tioman ed Endau, la sua barca naufragò in una tempesta e lui e una delle sue mogli rimasero intrappolati in una cabina e morirono. Dopo la morte divenne noto come Marhum Mangkat di Laut (il capo che alla fine morì in mare). Gli sopravvissero un figlio e una figlia.